# Nordstrand
 Ikke at forveksle med Nordstrand, Norge.
Nordstrand (nordfrisisk Noordströön, Nuurdstrun) er en halvø i det nordlige Tyskland vest for Husum under Kreis Nordfriesland i delstaten Slesvig-Holsten. Halvøen var indtil 1987 en ø, der var den sydligste af de nordfrisiske øer. Naboøer er Pelvorm i vest og Nordstrand Mor i nord.
Drikken farisæer stammer fra Nordstrand.

## Geografi
Nordstrand har et areal på cirka 46,60 km² og har omtrent 2.300 indbyggere. Halvøen er overvejende marsk. Her findes hverken hede eller klitlandskaber som på Amrum eller Sild. Nogle af de vigtigste indtægtskilder er landbrug og turisme. Halvøen har årligt mere end 160.000 overnatninger.
Halvøen består af de to kommuner Nordstrand og Elisabeth-Sophie Kog. Nordstrand kommune omfatter havnen Strucklahnungshörn og bebyggelser England, Herredige (Herrendeich), Kiifhuk (Kiefhuck), Morsumkog (Morsumkoog), Nørrehavn (Norderhafen), øens hovedby Odenbøl (Odenbüll) og Sønderhavn (Süderhafen).

## Historie
Nordstrand blev dannet under en stor stormflod i 1634. Før var halvøens område en del af øen Strand (eller Gammel Nordstrand). Under stormfloden 1634 forsvandt tre fjerdedele af øen Strand i havet. To ud af tre indbyggere på øen omkom. Tilbage blev øerne Nordstrand, Pelvorm, Sydfald og Nordstrand Mor. De overlevende på øen var dog uden kræfter og midler. Mange forlod området.
I 1652 havde en gruppe nederlændere fået en oktroj for at genopbygge øens diger. De nederlandske digebyggere var katolikker og fik ret til fri religionsudøvelse. I 1662 stiftede de øens første katolske kirke Sankt Theresia. Nordstrand var sammen med Frederiksstad dengang det eneste sted i Hertugdømmet Slesvig, hvor katolikkerne måtte udøve deres tro. Den nederlandske indvandring førte også til et sprogskifte. De få overlevende, som blev på øen, skiftede sprog og Nordstrands nordfrisiske dialekt forsvandt i løbet af 1600-tallet.
Siden 1934 har øen igen en fast forbindelse med fastlandet. Nordstranddæmningen er 2,5 km lang. I 1987 blev kogen Beltringherred Kog inddiget, og derved blev øen til en halvø.
1952 blev der oprettet en dansk ø-skole, som dog senere igen måtte lukke.
| Koge på Nordstrand                            | Tidligere navn       | Ind- digning | Areal km² | Befolkning |
| --------------------------------------------- | -------------------- | ------------ | --------- | ---------- |
| Elisabeth-Sophie Kog (Elisabeth-Sophien-Koog) | Christianskoog       | 1771         | 4,78      | 45         |
| Gammel Kog (Alter Koog)                       | Friedrichskoog       | 1654         | 6,47      |            |
| Øster Kog (Osterkoog)                         | Marie-Elisabeth-Koog | 1657         | 5,36      |            |
| Trend Marsk Kog (Trendermarschkoog)           | Trindermarsch-Koog   | 1663         | 7,93      |            |
| Neukoog                                       | Neuer Koog           | 1691         | 6,46      |            |
| Morsum Kog (Morsumkoog)                       |                      | 1866         | 7,65      |            |
| Pohns Hallig Kog (Pohnshalligkoog)            |                      | 1924         | 7,95      |            |
| Beltringherred Kog (Beltringharder Koog)      |                      | 1987         | 35,41     |            |

## Kirker
Nordstrands ældste kirke er den protestantiske Odenbøl Kirke. Kirken er den eneste kirke, som blev stående efter stormfloden i 1634. Kirkens ældste del er kirkeskibet fra 1200-tallet. Den sengotiske altertavle fra cirka 1480 rummer i midterfelt en korsfæstelsesscene med mange realistiske detaljer. Døbefonten er fra 1400-tallet. Kirkens prædikestol fra 1605 er udskåret i egetræ. Stolen består af fem billedfelter med bibelske motiver. Kirken ligger på et højt værft omgivet af gamle træer. Begravelser foregår ikke mere på kirkeværftet, men på den store kirkegård nogle hundrede meter derfra.
Den gammelkatolske kirke Sankt Theresia blev opført i 1662. Efter interne katolske konflikter blev der i 1870 dannet en gammelkatolsk menighed, som er uafhængig af vatikanet.
Den katolske kirke Sankt Knud blev opført i 1866 af katolikker, som forblev i den romersk-katolske kirke. De katolske kirker på øen skyldes de katolske hollandske digebyggere, som kom til inddigningen af den i 1634 ødelagte ø.
54°29′53″N 8°52′37″Ø / 54.49806°N 8.87694°Ø